# Khorata khammouan
Khorata khammouan là một loài nhện trong họ Pholcidae. Loài này được phát hiện ở Lào.